# فقه النوازل
فقه النوازل هو علم شرعي يقصد به معرفة الحوادث التي تحتاج إلى حكم شرعي. وهي عبارة عن مؤلفات فقهية حرّر مادتها العلمية قضاة أو مفتون أو مُشَاوَرون في موضوع أحداث واقعية رفعت إليهم للبت فيها أو لبيان الحكم الشرعي فيها، في المغرب الإسلامي، على مذهب الإمام مالك، طبعا، أو رفعت إليهم لإبداء رأيهم في صحة أو عدم صحة تطبيق النصوص الفقهية عليها من جانب قاض أو مفت آخر.
عادة ما تبتدئ كل نازلة بسؤال يُختصر غالبا من طرف المفتي أو جامع الفتاوى. وتتوالى الفتاوى في بعض كتب النوازل بحسب صدورها عن الشيخ دونما ترتيب، وتصنف في كتب أخرى بحسب الموضوعات التي تتحدث عنها تصنيفا فقهيا من عبادات أو معاملات على ما هو المعهود من كتب الفقه العامة. وقد يموت الشيخ المفتي النوازلي دون أن يؤلف فتاواه في كتاب فيقوم أحد تلاميذه بجمعها وترتيبها، وتسمى عادة بالنوازل أو الفتاوى المجموعة مع نسبتها دائما إلى صاحبها. والفتاوى التي يموت صاحبها دون أن يدونها في كتاب، ولا ينهض غيره ليجمعها، فتبقى مبعثرة يحفظها تلاميذ الشيخ ومعاصروه، وتروى عنه في الفهارس والبرامج بالسند، وينقلها المؤلفون المتأخرون في كتبهم، وهذا النوع هو الغالب في النوازل الأندلسية، لا سيما بالنسبة للفقهاء المتقدمين.

كان العلماء النوازليين يراعون الملابسات التي تحيط بالفعل والحال الحاضرة والنازلة المتعينة، ويجعلونها مناط التفريع، فالمجتهد كي يفتي الناس أو ينزل على النازلة ملزم بمعرفة الظروف والأحوال، يقول في ذلك عبد السلام الهواري (ت749هـ): "

## التسمية
من المصطلحات التي تطلق على هذا العلم النوازل؛ جمع نازلة، وهذا مصطلح اختص به الغرب الإسلامي، وكتب النوازل تعددت أسماؤها فسميت النوازل، والفتاوى، وهما الاسمان الشائعان في الغالب، ويراد باسم الفتاوى الأمر الذي يحتاج إلى فتوى. وهذا المصطلح مشهور في المذاهب، فهم يطلقون على كتاب الفتاوى: «النوازل» مثل «النوازل الصغرى» «والنوازل الكبرى» لالمهدي الوزاني «والنوازل» للعلوي. ودُعيت كذلك: المسائل، والأسئلة، والأجوبة، والجوابات، والأحكام، وتسمى في بلاد العجم مما وراء النهر «الواقعات»، وهي جمع واقعة، مأخوذة من وقع الشيء بمعنى نزل. ومن الذين ألفوا فيها عبد القادر أفندي (ت/1085) واسم كتابه «واقعات المفتين» وكذلك كتاب «الواقعات» لابن مسعود.
كما تعرف بالقضايا المعاصرة: ويراد بها الأمور المتنازع عليها في الوقت الحاضر والقضايا المستجدة: ويراد بها القضايا المعاصرة نفسها.
ويطلق على العلم الذي يُعنى بالنازلة عدة مصطلحات:
1- فقه النوازل.
2- فقه الواقع: يعنى فقه الحياة التي يعيشها الشخص.
3- فقه المقاصد: ومقاصد الشريعة هي مولدة للنوازل، فالنوازل أحكامها تستنبط من مقاصد الشريعة.
4- فقه الأولويات: يعنى أن النازلة سواء كانت للفرد أو المجتمع فهي أولى بالبحث والاستقصاء وإبراز الحكم من غيرها. فهي من الأولويات في هذا الجانب.
5- فقه الموازنات: أي إن من أبرز الوسائل لإيضاح فقه النازلة؛ الموازنة بينها وبين ما يشبهها أو يقاربها.

## أهمية دراسة فقه النوازل
- - إنارة السبيل أمام الناس بإيضاح حكم هذه النازلة حتى يعبدوا الله على بصيرة وهدى ونور؛ في منهج إسلامي واضح فلو ترك أهل الحلّ والعقد- وهم المجتهدون- التصدي لتلك النوازل دون إيضاح لأحكامها لصار الناس في تخبّط ثم استفتوا من لا يصل إلى رتبة الاجتهاد، وهذا قد يفتي بغير علم فيَضِلّ ويُضِلّ، وعلى هذا الأساس فلا بدّ من طَرْق هذا الباب والاستعانة بالله.
- - التصدي لدارسة فقه النوازل من أهل الحل والعقد عند وقوع الواقعة لإظهار حكمها الشرعي يبين للعالم أجمع كمال الشريعة وصلاحها لكل زمان ومكان، فالله عز وجل يقول: (الْيَوْمَ أَكْمَلْتُ لَكُمْ دِينَكُمْ وَأَتْمَمْتُ عَلَيْكُمْ نِعْمَتِي وَرَضِيتُ لَكُمُ الْأِسْلامَ دِيناً).
- - كسب الأجر والمثوبة من الله عز وجل، فإن الدارس «للنازلة» المتجرد الذي يريد أن يصل إلى حكمها الشرعي إذا بذل جهده ووصل إلى حكم فيها فهو مأجور، إن أصاب فله أجران، وإن أخطأ فله أجر.
- - الحرص على تأدية الأمانة التي حمّلها اللهُ العلماءَ؛ فقد أخذ اللهُ الميثاقَ على العلماء ببيان الأحكام الشرعية وعدم كتمانها، وقد حصر التكليف بهم؛ فكان لزاماً عليهم التصدي للفتوى في النوازل ما استطاعوا إلى ذلك سبيلاً، وذلك إبراء للذمة بالقيام بتكاليف إبلاغ العلم وعدم كتمانه.

## أنواع النوازل
تتنوع أنواع النوازل باعتبارات شتى؛ فمن هذه الاعتبارات:
1- بالنظر إلى أبواب الفقه:
أ-نوازل في العبادات: وتتميز بالقلة إذا ما قورنت بنوازل المعاملات. مثل: تطهير المياه الملوثة بالوسائل الحديثة، والصلاة في الطائرة.
ب-نوازل في المعاملات: وتتميز بالكثرة والتوسع وكذلك التعقيد. مثل: المرابحة للآمر بالشراء، والمصارف الإسلامية، والأوراق المالية.
ج-نوازل في حكم الأسرة في كتاب النكاح: وتتميز بالخطورة لأن الأصل في الأبضاع الحظرُ والمنع، ولما يترتب على إهمالها من اختلاط الأنساب مثل: قضايا الإجهاض، وموانع الحمل كاللولب، وما يتعلق بأطفال الأنابيب.
د-نوازل في الجنايات والحدود والأطعمة: مثل إعادة العضو المقطوع حداّ أو قصاصاً سواء لصاحبه أو لغيره، والأطعمة المستوردة، والقتل بالصعق الكهربائي.
2- النظر إلى الرجل والمرأة:
أ-نوازل خاصة بالرجل. مثل: نوازل الخلافة والإمامة ونحوها.
ب-نوازل خاصة بالمرأة. مثل: موانع الحمل كاللولب ونحوه.
3- بالنظر إلى الإفراد والتركيب:
أ-نوازل مفردة: مثل غسيل الكلى وأثره في الطهارة.
ب-نوازل مركبة. مثل: المراصد الفلكية وأثرها في تحديد أوقات العبادات.

## ذكر بعض المصادر في موضوع النوازل
1-إن كل كتاب فقه يعتبر خادماً لفقه النوازل.
2- كتب الفتاوى فهي مكان ملائم لفقه النوازل، مثل:
أ-فتاوى النوازل: لأبي الليث السمرقندي المتوفى 373هـ
ب- عيون المسائل: لأبي الليث السمرقندي .
ج-أنفع الوسائل إلى تحديد المسائل: لإبراهيم بن عليّ العرسوسي. ت/785هـ
د-واقعات المفتين: لعبد القادر بن يوسف الشهير بـ«عبد القادر أفندي» ت/1085هـ
هـ-الفتاوى الخيرية لنفع البريّة: لخير الدين الرملي بن أحمد بن عليّ. ت/ 1081هـ
3- الكتب الأصولية وكتب القواعد الفقهية وكتب التخريجات: وذلك بناء على أن دارس النازلة لابد وأن يحتاج إلى التقعيد في مسائل النوازل.
4-المؤلفات الحديثة في فقه النوازل: وهي كثيرة جداً، منها:
أ- نوازل العبادات والمعاملات من فتاوى اللجنة الدائمة للإفتاء في المملكة العربية السعودية جمع وترتيب مهند أبو عمر
ب-مجلة مجمع الفقه الإسلامي الدولي التابعة لمنظمة المؤتمر الإسلامي، وهي مفيدة جداً.
ج-مجلة البحوث الإسلامية التي تصدر عن الرئاسة العامة للإفتاء في السعودية.
د-مجلة الأزهر. وفيها بحوث قيمة ومقالات وفتاوى تثري أحكام النوازل.
ه- الرسائل الجامعية المعاصرة التي تصدر من الجامعات.
وـ-المؤلفات المفردة في مسائل وفقه النوازل.